# Mathias Dohmen
Mathias Dohmen (* 10. Dezember 1952 in Born (Limburg)) ist ein ehemaliger niederländischer Radrennfahrer.

## Sportliche Laufbahn
Dohmen (auch Mathieu Dohmen) war im Straßenradsport aktiv. 1973 gewann er eine Etappe in der Tour de l’Avenir. Er gewann 1973 die Limburg-Rundfahrt und die Ronde van Oud-Vossemeer, 1974 erneut die Limburg-Rundfahrt mit einem Etappensieg, 1976 den Omloop van Zeeuws-Vlaanderen und das Rennen Hel van het Mergelland sowie eine Etappe im britischen Milk Race. In der DDR-Rundfahrt 1975 gewann er das Einzelzeitfahren und wurde 8. in der Gesamtwertung. 1974 wurde er Vizemeister hinter Jan Raas in der nationalen Meisterschaft im Straßenrennen. 1976 wurde er Zweiter bei Rund um Düren.
1978 fuhr er eine Saison als Berufsfahrer, blieb aber ohne Erfolge. Danach startete er wieder als Amateur.